# Грузия на летних Олимпийских играх 2004
Грузия принимала участие в Летних Олимпийских играх 2004 года в Афинах (Греция) в третий раз за свою историю, и завоевала две золотые, две серебряные медали. Сборную страны представляли 6 женщин.

## Золото
- Тяжёлая атлетика, мужчины — Георгий Асанидзе.
- Дзюдо, мужчины — Зураб Звиадаури.

## Серебро
- Дзюдо, мужчины — Нестор Хергиани.
- Греко-римская борьба, мужчины — Рамаз Нозадзе.